# Martin Ziguélé

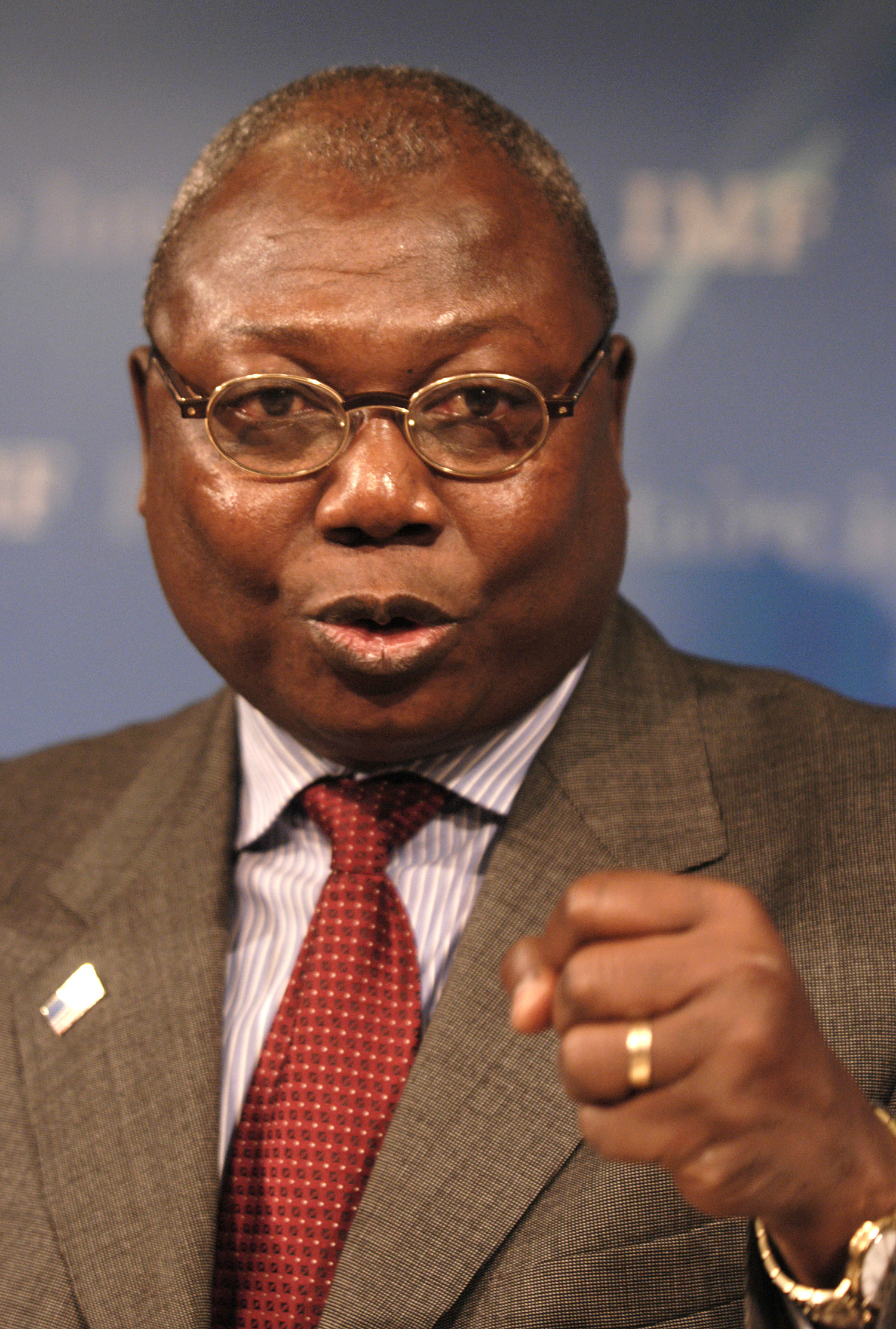
Martin Ziguélé im September 2002

Martin Ziguélé (* 12. Februar 1957 in Paoua) war von 2001 bis 2003 Premierminister der Zentralafrikanischen Republik.

## Politische Laufbahn
Ziguélé war seit 1978 in verschiedenen Funktionen im Staatsdienst tätig. Im Juli 2000 wurde er Direktor der Banque des États de l’Afrique Centrale für die Zentralafrikanische Republik. Der seit 1993 regierende Präsident Ange-Félix Patassé, der im selben Ort wie er geboren wurde, ernannte ihm am 1. April 2001 zum Premierminister. Im Mai wurde die Regierung mit einem Putschversuch konfrontiert, der mit Unterstützung libyscher Truppen abgewehrt werden konnte. Ziguélé bemühte sich, die Korruption zu bekämpfen und die Wirtschaft zu sanieren. Mit dem Sturz des gerade verreisten Patassé durch einen Putsch unter Führung des ehemaligen Armeechefs François Bozizé endete auch Ziguélés Amtszeit am 15. März 2003. Er flüchtete zunächst mit einigen seiner Minister in die französische Botschaft und durfte Anfang Juli 2003 nach Frankreich ins Exil reisen. Im Oktober 2021 zogen die COD-2020-Koalition, die Patrie-Partei von Crépin Mboli-Goumba und die Zentralafrikanische Volksbefreiungsbewegung von Martin Ziguélé ihre Vertreter aus dem Organisationskomitee zurück und verurteilten „den Wunsch, den Dialog zu sabotieren“.

## Präsidentschaftskandidat
Am 30. Dezember 2004 untersagte ein Gericht ihm und sechs weiteren Politikern die Kandidatur bei den für 2005 geplanten Präsidentschaftswahlen. Präsident Bozizé erlaubte ihm und zwei weiteren Personen am 4. Januar 2005 nach Vermittlungsbemühungen des Präsidenten von Gabun, Omar Bongo, dann doch die Kandidatur. Im Laufe des Monats wurden mit Ausnahme des Ex-Präsidenten Patassé alle bisher abgewiesenen Kandidaten zugelassen. Dessen Partei Mouvement pour la Libération du Peuple Centrafricain (MLPC) entschied nun, Ziguélé zu unterstützen.
Bei den Wahlen erreichte er im ersten Wahlgang am 13. März 2005 23,5 % der Stimmen und unterlag Bozizé im zweiten Wahlgang am 8. Mai 2005 mit 35,4 %. Ziguélé akzeptierte das Ergebnis der Wahl. Die Partei konnte bei den Parlamentswahlen 11 der 105 Sitze gewinnen.